# 栗原寿男

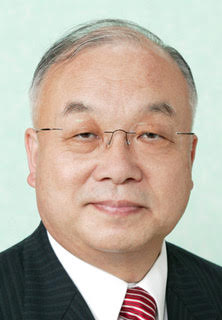
栗原寿男

栗原 寿男（くりはら としお）は、日本の学校情報学者、名古屋文理大学短期大学部　教授である。
名古屋文理大学短期大学部
文部科学大臣表彰受賞

## 専門分野
学校情報学

## 主な担当科目
教職概論、教育方法、道徳教育、特別活動、教育原理、キャリアリテラシー、教職実践演習、学校経営と学校図書館

## 学位・資格など
商学士（同志社大学）
　高等学校専修商業教員免許
　米国テキサス州オースチン市教育委員会名誉教諭

## 主な経歴
1970年(昭和45年)、同志社大学・商学部・経営学専攻・卒業
1975年(昭和50年)　米国マサチューセッツ州立大学米国社会講座・8月修了
　名古屋市立高等学校 教諭・教頭・校長
　名古屋市情報処理教育センター次長
　名古屋市教育委員会指導室指導主事
　名古屋経済大学教職課程講師
　東海学園大学入試広報室長
　東海学園大学人文学部・経営学部講師
　愛知教育大学高度教員養成支援課講師
　立命館大学文学部特別講師
　現在：名古屋文理大学短期大学部  教授

## 主な所属学会
日本商業教育学会
　同監事・平成21年度～29年度
　日本教育方法学会
　日本生徒指導学会

## 主な研究課題
◎「高大連携事業」
　　　名古屋商業高校と愛知大学・愛知工業大学
　　　西陵高校・啓明学館高校と東海学園大学
　◎「豪州シドニー・チェリーブルック工科高校との教育交流事業 
　　　～姉妹校提携・TV会議による合同授業～」@名古屋商業高校
　　　平成18年～20年
　◎｢生徒指導の情報収集と分析」名古屋市立高等学校長会
　　平成14年～17年

## 主な研究業績
◎「国際理解教育に情報ネットワークを活用した教育実践　－教育の国際化と情報化の交差点を振り返る－」公益財団法人全国商業高等学校協会・全商会報第124号・199ページ・2012年1月
　◎「デジタル教科書の出現」愛知県公立校長会旧会員の会・会報№34・2010年7月
　◎「西陵の新しい息吹　–総合学科への期待とともに－」
　　　西陵高校・西陵90周年記念誌・2009年10月
　◎「新しいビジネス教育の実践」中部経済新聞・2007年12月
　◎「ICTを利用した国際理理解教育実践」
　　カナダケベック州校長会・テレビ会議にて参加報告・2007年10月
　◎「校長会の教育改革への取り組み」
　　　五大市校長会研究発表・2006年7月
　◎「国際理解教育における情報活用能力の育成」文部省科学奨励研究（B）研究者・1992年

## 受賞学術賞
◎石田財団　研究教育賞受賞・平成4年11月
　◎全国産業教育振興中央会　御下賜金記念教育功労者表彰受賞・平成19年11月
　◎文部科学大臣表彰受賞　全国高等学校定時制教育功労者・平成29年7月
　http://aphsob.jp/17_obhp/hyosho_17.html

## 主な学会活動・社会活動
◎バカロレア研究会の創設および運営と研究活動・平成22年8月～現在
　◎『商業教育に携わって』日本商業教育学会愛知県研修会報告・平成20年5月
　◎中部経済新聞オピニオン記事掲載・平成26年～28年

## その他の研究教育活動
◎名古屋市高等学校定時制振興会副会長・平成23年度～現在
　◎愛知水泳協会顧問・平成24年度～現在
　◎名古屋市立山田高校学校評議員・平成24年度～27年度
　◎名古屋市立中央高校学校評議員・平成23年度～現在
　◎名古屋市立高等学校各科研究会商業科講師・平成21年11月
　◎愛知県商業高校教務主任会講師・平成20年10月
　◎『総合学科と情報科の新設』名古屋市産業教育審議会専門員・平成12年
　◎名古屋市商業科工業科高校生第1回海外研修団（東南アジア4カ国訪問＜現地企業研修・高校生交流＞）引率総務担当・平成4年
　◎文部省海外教員派遣第２３１団参加『欧州5カ国教育事情視察』・平成2年